# Heřmanická rozhledna
Heřmanická rozhledna je bezplatně přístupná výšková stavba umožňující rozhled po okolní krajině. Stojí severně od obce Heřmanice ve Frýdlantském výběžku v Libereckém kraji na severu České republiky. Stavba je ze dřeva a má tvar okurky (Cucumis sativus) nebo též mužského přirození (penisu), což nezakrývají ani autoři projektu, jimž je liberecké sdružení tří architektů nazvané Mjölk. Ti projekt stavby nejprve vytvořili a pak ji nabízeli obcím k realizaci. Uspěli v Heřmanicích a plánovali rozhlednu vybudovat v roce 2009. Ovšem nedostatek finančních prostředků i letní povodně v roce 2010 její stavbu odložily. První návštěvníci se tak z rozhledny do kraje podívali až v září roku 2012.
Finanční náklady na stavbu vyhlídkové věže ve výši 3,6 milionu korun českých pokryly fondy Evropské unie (podle jiných zdrojů činil příspěvek z Operačního programu příhraniční spolupráce přibližně 7 milionů).
Na přelomu jara a léta roku 2014 zařadil internetový portál iDNES.cz stavbu mezi možné unikáty Libereckého kraje.

## Popis stavby a výhled

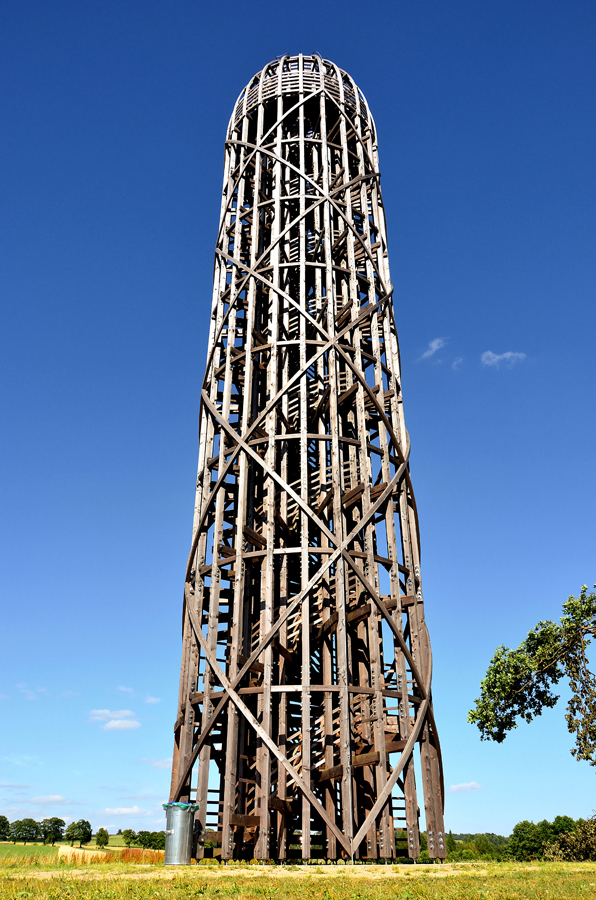
Heřmanická rozhledna

Rozhledna o pětimetrovém průměru dosahuje výše 23,7 metru, přičemž původní návrh architektů byl o jedno patro nižší, nicméně jeho zvýšení si vyžádala výška zdejší vegetace. Vyhlídková plošina se nachází ve výšce 22,3 metrů. Vedou k ní dvě schodiště o 99 schodech. Jedno z nich využívají turisté stoupající vzhůru a druhé ti, co jdou dolů (podobný princip je použit například u pražské Petřínské rozhledny). Celá stavba je vybudována na celkem 48 nohách. Rozhledna si tak vyžádala celkem 30 kubických metrů modřínového dřeva, jež má postupem času měnit barvu do šedivé. Pod stavbou se nachází parkoviště pro osobní automobily a byla sem dovedena i cyklostezka.
Z vyhlídkové plošiny lze zhlédnout Jizerské či Lužické hory, dále Žitavskou nížinu, ale také Heřmanice, Dětřichov nebo polskou uhelnou elektrárnu Turów.